# Die Todesgöttin des Liebescamps
Die Todesgöttin des Liebescamps (englischer Alternativtitel: Love Camp, Divine Emanuelle: Love Cult) ist ein griechisch-deutscher Softcore-Sexploitation-Film von Christian Anders, der am 10. April 1981 Deutschlandpremiere hatte.

## Handlung
Auf Zypern betreibt eine schöne Sektenführerin namens „die Göttliche“ ein „Liebescamp“, in dem eine kirchen- und kapitalismusfeindliche, auf Sex fokussierte Religion praktiziert wird. Die Anhänger dürfen sich unter Berufung auf Gandhi (Wer nur einen Menschen liebt, kann nicht die Menschheit lieben) keinem der anderen Mitglieder verweigern, da dies egoistisch wäre. Verstöße werden mit Peitschenhieben, Fluchtversuche mit Exekution bestraft. Zudem werden die weiblichen Sektenmitglieder zur Prostitution gezwungen, um das Camp finanzieren zu können, was die örtliche Regierung wohl dazu bewegt, nach Möglichkeiten zu suchen, das Camp zu schließen.
Der karategewandte Sektenprediger Dorian bekommt den Auftrag, Patricia, die Tochter eines reichen, US-amerikanischen Senators, für die Sekte zu gewinnen, um Geld von ihrem Vater zu erpressen. Es gelingt ihm, doch verliebt er sich in Patricia. Derweil wird der in die Sekte eingeschleuste Polizeiagent Gabriel vom muskelbepackten Tanga, dem „ersten Mann“ der „Göttlichen“, bei der Kontaktaufnahme zu seinem Arbeitgeber ertappt und erliegt einem Genickbruch. Die drohende polizeiliche Vergeltung fürchtend beschließt die „Göttliche“, ihre Jünger zu versammeln, um sie mit einer riesigen, in ihren Thron eingebauten Bombe während einer Massenorgie in die Luft zu sprengen. Dorian und Patricia können den Fängen der Sekte noch rechtzeitig entrinnen und sich auch gegen die sie verfolgenden Sektenmitglieder durchsetzen.

## Hintergrund und Schnittfassungen
Christian Anders übernahm bei der Produktion des Filmes mehrere Aufgaben: Er fungierte als Produzent, schrieb das Drehbuch und die Musik, führte Regie und spielte die Rolle des Dorian. Der Film wurde erst in englischer Sprache gedreht und später auf Deutsch synchronisiert, wobei Anders’ Rolle von Heiner Lauterbach gesprochen wurde. Der Film war Christian Anders letzte Regiearbeit. Es existieren eine 76-minütige ungekürzte Kinofassung und eine 95-minütige ungekürzte Exportversion mit nachgedrehten Sexszenen dieses Films. Ferner existiert ein Director’s Cut bzw. Workprint des Films. Diese Fassungen unterscheiden sich in mehreren Aspekten voneinander.

## Synchronisation
| Darsteller       | Rolle            | deutscher Sprecher |
| ---------------- | ---------------- | ------------------ |
| Laura Gemser     | Die Göttliche    | Viktoria Brams     |
| Christian Anders | Dorian           | Heiner Lauterbach  |
| Bob Burrows      | Senator Benneman | Erik Schumann      |
| Gabriele Tinti   | Gabriel          | Klaus Kindler      |
| Sascha Borysenko | Tanga            | Hartmut Neugebauer |
|                  | Inspektor        | Norbert Gastell    |

## Kritik
Für das Lexikon des internationalen Films war Die Todesgöttin des Liebescamps ein „unfreiwillig komisch[er]“ Film mit „peinlich[en]“ Elementen.
Am 24. August 2018 wurde der Film im Rahmen der Tele-5-Reihe Die schlechtesten Filme aller Zeiten gezeigt.